# Joos van Barneveld
Joos van Barneveld (nacido el 18 de enero de 1982 en Holanda) es un futbolista retirado holandés.
Van Barneveld ha jugado en Fortuna Sittard desde su juventud. Fue visto como un gran talento, pero debido a muchas lesiones su carrera no fue tan bien como muchos esperaban. Y su furgoneta en la primavera de 2007, Fortuna Sittard anunció que no quería seguir con él. Van Barneveld exigió entonces medio millón al Fortuna, cantidad que el club le había prometido cuando estaba en apuros económicos y el jugador se vio obligado a renunciar a gran parte de su salario. Van Barneveld finalmente demostró tener razón en los tribunales y se mudó al FC Eindhoven.

## Carrera en clubes
| Temporada | Club            | Competencia    | Partidos | Goles |
| --------- | --------------- | -------------- | -------- | ----- |
| 1999/00   | Fortuna Sittard | Eredivisie     | 5        | 0     |
| 2000/01   | Fortuna Sittard | Eredivisie     | 26       | 1     |
| 2001/02   | Fortuna Sittard | Eredivisie     | 1        | 0     |
| 2002/03   | Fortuna Sittard | Eerste Divisie | 22       | 5     |
| 2003/04   | Fortuna Sittard | Eerste Divisie | 30       | 9     |
| 2004/05   | Fortuna Sittard | Eerste Divisie | 25       | 1     |
| 2005/06   | Fortuna Sittard | Eerste Divisie | 31       | 1     |
| 2006/07   | Fortuna Sittard | Eerste Divisie | 6        | 0     |
| 2007/08   | FC Eindhoven    | Eerste Divisie | 7        | 1     |
| 2008/09   | FC Eindhoven    | Eerste Divisie | 0        | 0     |
| Total     | Total           | Total          | 153      | 18    |